# 樵氏旗鱂
樵氏旗鱂，為輻鰭魚綱鯉齒目鰕鱂亞目鰕鱂科的其中一種，為熱帶淡水魚，分布於非洲加彭中部淡水流域，體長可達6公分，棲息在高地溪流底中層水域，生活習性不明，可作為觀賞魚。

## 擴展閱讀
維基物種上的相關：樵氏旗鱂